# Croix de Champerboux
La croix de Champerboux est une croix située dans la commune de Sainte-Enimie, en France.

## Description
Cette croix de fer forgé date du XVe siècle. Sa section est carrée. La tige et les bras sont ornés de feuillages. 
Une inscription latine est gravée sur la partie basse de la face principale. Elle indique en lettres gothiques « erans esmanwer », ce qui n'a pas de signification connue.

## Localisation
La croix est située dans le haut du village de Champerboux, sur la commune de Sainte-Enimie, dans le département français de la Lozère.

## Historique
L'édifice est inscrit au titre des monuments historiques en 1926.